# Daniel Steibelt

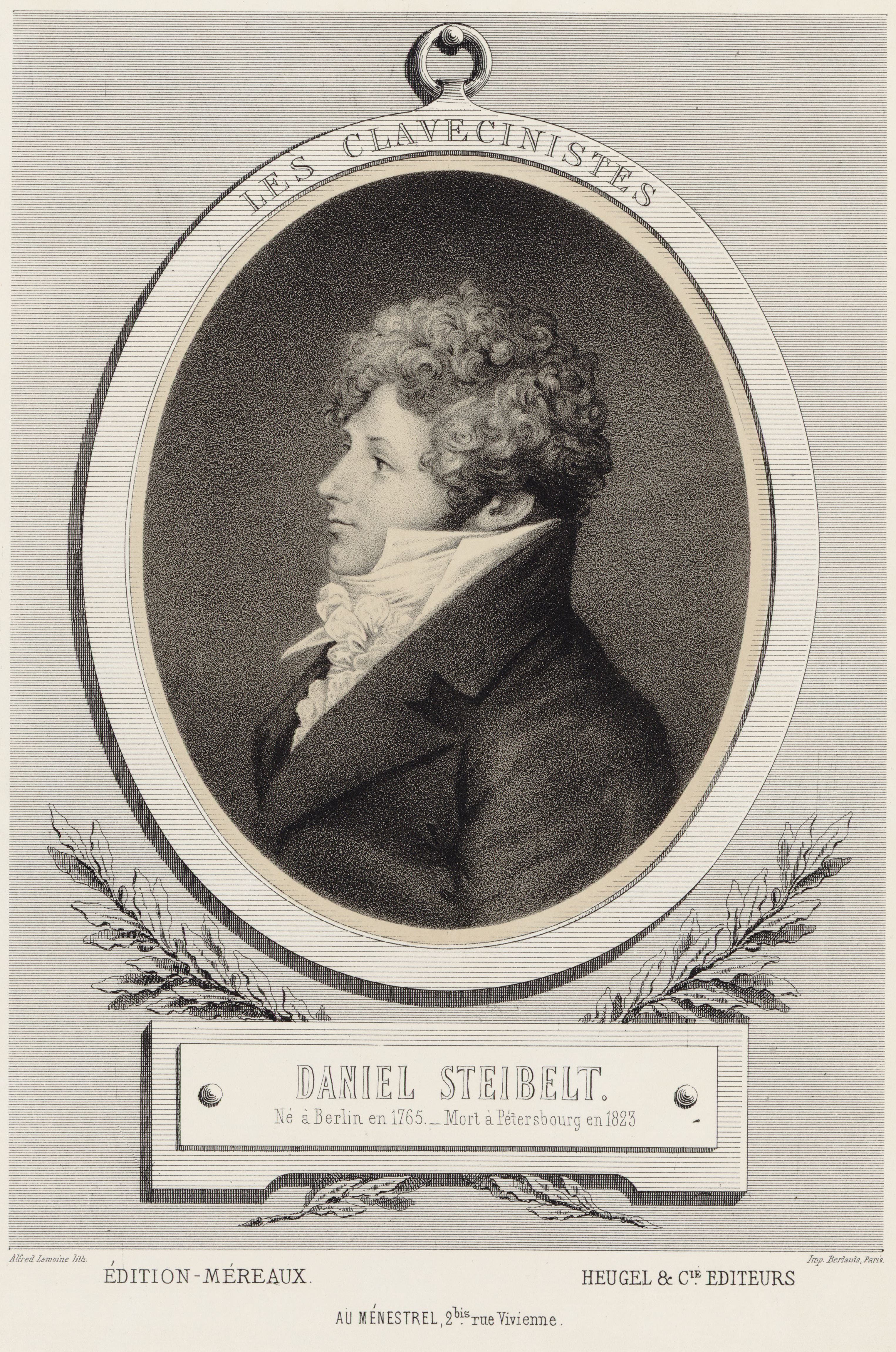
Daniel Steibelt

Daniel Gottlieb Steibelt (Berlín, 22 de octubre de 1765-San Petersburgo, 2 de octubre de 1823) fue un pianista y compositor alemán.

## Vida y obra
Daniel Steibelt estudió música con Johann Kirnberger antes de ser obligado por su padre a servir en el ejército prusiano. Una vez hubo desertado del ejército, él empezó una carrera un tanto nómada como pianista antes de asentarse en París, en 1790. En esa ciudad, su dramática ópera, Romeo y Julieta, fue reproducida con mucho éxito en el teatro Feydeau en 1793. 
Steibelt comenzó a alternar su estancia entre París y Londres, donde su magistral uso del piano atrajo la atención de muchos. En 1797 participó en un concierto de J. P. Salamon. En 1798 compuso su concierto número 3 en mi bemol, que contenía un tormentoso rondó caracterizado por intensos trémolos, que fueron muy populares. En el año siguiente, Steibelt empezó su gira profesional en Alemania y, después de tocar con cierto éxito en Hamburgo, Dresde, Praga y Berlín, llegó en mayo de 1800 a Viena, donde retó a Beethoven a competir en un encuentro en la casa del conde von Fries.
Además de su dramática música, Steibelt nos dejó una ingente cantidad de composiciones, la mayoría para piano. 
- Datos: Q657464
- Multimedia: Daniel Steibelt / Q657464